# 中華擬魾
中華擬魾（学名：Pseudobagarius sinensis）为粒鲇科中華擬魾擬魾属的鱼类。在中国，分布于澜沧江的主流及其支流的河口等，體長可達6.6公分，棲息在底層水域，生活習性不明。该物种的模式产地在云南。
其种加词“sinensis”意为“中华的”。